# هنري إي. كرانستون
هنري إي. كرانستون هو محامي وضابط وسياسي أمريكي، ولد في 9 أكتوبر 1789 في نيوبورت في الولايات المتحدة، وتوفي بنفس المكان في 12 فبراير 1864. نشط حزبياً في حزب اليمين. وقد انتخب عضو مجلس النواب الأمريكي ‏.